# تمساح غول‌پیکر
تمساح غول‌پیکر (به انگلیسی: The Enormous Crocodile) یکی از کتاب‌های نویسنده انگلیسی رولد دال است.

## سبک و انتشار کتاب
کتاب کروکدیل عظیم برخلاف سایر کتاب‌های دال از نوع کتاب‌های مصور است. کوئنتین بلیک، تصویرگری کتاب را انجام داده‌است. این کتاب، اول نوامبر ۱۹۷۸ منتشر شد.
این کتاب در ایران با ترجمه محبوبه نجف‌خانی در انتشارات افق و ترجمه سمیه صانعی توسط انتشارات گاج منتشر شده‌است.